# 103-as busz (Budapest, 1985–1991)
A budapesti 103-as jelzésű autóbusz a Budatétény, Sorompó és a Balatoni út között közlekedett. A vonalat a Budapesti Közlekedési Vállalat üzemeltette.

## Története
A járat 1966. június 13-án indult 50Y jelzéssel a Budatétény, Sorompó és a Balatoni műút között, 1977. január 1-jén az 50C, majd 1985. október 1-jén a 103-as jelzést kapta. 1991. szeptember 30-án megszűnt, mert összevonták az 50-es busszal.

## Útvonala
| Balatoni út felé | Budatétény, Sorompó felé |
| --- | --- |
| Budatétény, Sorompó vá. – Nagytétényi út – Jókai Mór utca – Bajcsy-Zsilinszky utca – Bíbic utca – Klauzál utca – Szabadkai utca – Balatoni út vá. | Balatoni út vá. – Szabadkai utca – Klauzál utca – Bíbic utca – Bajcsy-Zsilinszky utca – Jókai Mór utca – Nagytétényi út – Budatétény, Sorompó utca vá. |

## Megállóhelyei
| 0  | Budatétény, Sorompó végállomás        | 12 | 3, 3, 14, 114     |
| 1  | Lépcsős utca                          | 11 | 3, 14, 114        |
| 2  | Jókai Mór utca                        | 10 | 3, 3, 14, 50, 114 |
| 3  | Dézsmaház utca (↓) Művelődés utca (↑) | 9  | 50                |
| 4  | Rizling utca (↓) Kistétény utca (↑)   | 8  | 50                |
| 5  | Kápolna utca (↓) Őszibarack utca (↑)  | 7  | 50                |
| 6  | Aszály utca                           | 6  | 50                |
| 7  | Park utca (Ruhagyár)                  | 5  | 50                |
| 9  | Klauzál Gábor utca (↓) Nyél utca (↑)  | 3  | 50                |
| 10 | Aradi utca                            | 1  | 50                |
| 11 | Brassói utca                          | 1  | 50                |
| 12 | Balatoni út végállomás                | 0  | 50                |